# Lani Minella
Lani Jean Minella(San Diego, California, 28 de julio de 1950) es una actriz de voz, locutora y productora estadounidense.

## Carrera
Lani comenzó como locutora en la estación de radio Morning Drive a los treinta años a finales de los años 80. Posteriormente fue contratada por GT Interactive para realizara imitaciones con su voz de algunos personajes de la película FernGully: Las Aventuras de Zak y Crysta de 1992, para una presentación de Laserdisc para Magnavox y Philips. Después de eso, comenzó a trabajar oficialmente como guinosta y actriz de voz para videojuegos infantiles. En 1992, Minella fundó su compañía productora AudioGodz, especializada en la actuación de voz, casting, elaboración de guion y dirección de voz. 
Trabajó en el videojuego Duke Nukem 3D en 1996 como actriz de voz, encargada de casting y directora de voz. Minella interpretó a la mayoría de personajes femeninos que aparecen en el videojuego, además de que ella misma contrató a Jon St. Jhon como el actor de voz de Duke Nukem después de haber trabajado en uno de sus comerciales. Después de contactar con él, le consiguió una entrevista con el creador del videojuego George Broussard. En 1998, interpretó a Nancy Drew en su saga de videojuegos creados por Her Interactive. Ha interpretado al personaje en 31 videojuegos de la franquicia hasta 2015 con el videojuego Nancy Drew: Sea of Darkness. Fue reemplazada en 2019 por la actriz de voz Brittany Cox debido a que Minella residía en San Diego. 
Lani Minella tiene un rango vocal de cuatro octavas, lo que le ha permitido interpretar un gran repertorio de personajes de todas las edades e incluso monstruos o criaturas. En la época de los años 2000, fue una de las voces más recurrentes de videojuegos. En 1998  hasta 2004 trabajó en la localización de los videojuegos de Sonic the Hedgehog en 3D, trabajando como directora de voz, guionista y actriz de voz; interpretando a voces adicionales y a los personajes de Omochao y Rouge The Bat. Su trabajo con la franquicia terminó en 2004 debido a quejas del creador de la fraquicia Yūji Naka por diferencias creativas. Fue la voz de Luke Triton y de otros personajes secundarios en la saga de videojuegos Profesor Layton en las localizaciones de América del Norte. Minella fue la primera actriz de voz en intepretar en inglés a los personajes Lucas (protagonista de Mother 3), Lyn de Fire Emblem y Pit en el videojuego crossover Super Smash Bros. Brawl, además de que desde New Super Mario Bros. 2 interpreta a los Koopalines, los esbirros de Bowser. En 2013, dio voz a los gestos de los Cordyceps en el videojuego The Last of Us.
Lani Minella cuenta con más de 345+ roles en actuación de voz y ha trabajado como locutora en más de 500 títulos en medios como audiolibros, juguetes parlantes, comerciales, voz de computadoras, voz de máquinas electrónicas (casinos y atracciones de Disneyland) y radio.

## Vida personal
Lani es mitad italiana por parte de su padre. El nombre de soltera de su madre es Hoover. Ella ofrece clases como entrenadora vocal (vocal couch) de manera no profesional y en su tiempo libre se dedica a rescatar animales. Minella también realiza encargos de carteles de sus personajes autografiados por ella en sitios online como streamily.

## Filmografía

### Animación
- Burn Up Excess - Maya Jingu, voces adicionales
- .hack//SIGN - Chica
- Gene Shaft - Dolce Saito, Chacha, voces adicionales
- Liga de la Justicia Ilimitada - Alcalde de Mayor City
- All Grown Up! - Voces adicionales

### Videojuegos
- Astal - Todos los personajes
- Avengers In the Galactic Storm - Crystal, Doctora Minerva
- Night Light - Todas las voces
- Bubsy - Bubsy
- Candy Land Adventure - Captain Cookie, Princess Lolly, Queen Frostine, Gramma Nut, Tree 2, Red Ant 1, Queen Bee, Miner 1
- Diablo - Adria, Wirt
- Snowboard Kids - Slash Kamei, Nancy Neil, Linda Maltinie, entre otros
- Sonic the Hedgehog - Omochao, Rouge the Bat, voces adicionales (1998-2004)
- Evil Zone - Alty Lazel, Midori Himeno, Ihadurca
- D2 - Martha
- Maken X - Voces adicionales
- Half-Life: Decay - Colette Green
- Counter-Strike: Condition Zero - Voces femeninas
- Soulcalibur - Ivy Valentine (2005)
- Marvel: Ultimate Alliance - Lucia von Bardas
- Runaway 2: El Sueño de la Tortuga - Gina Timmins, Aolani, Alpha, Rosa, Tarantula
- Profesor Layton - Luke Triton, Emmy Altava, Claire Foley, Flora Reinhold, Sophia, entre otros
- Super Smash Bros. Brawl - Lucas, Lyn (inglés), Pit (inglés)
- Mario y Sonic en los Juegos Olímpicos de Invierno - Omochao
- Borderlands - Steele
- Darksiders - Silitha, Tiamat
- Star Trek Online - Idesa Sadri, Jenassa, Marise Aravel, Cindiri Arano, Suvaris Atheron, Katria, Tilisu Severin, entre otros
- Lucius - Mary
- Mortal Kombat - Sindel, Sheeva
- Mass Effect 2 - Eve, Asari
- New Super Mario Bros. 2 - Koopalines
- New Super Mario Bros. U - Koopalines
- The Last of Us - Cordyceps
- Super Smash Bros. para Nintendo 3DS y Wii U - Koopalines
- Awesomenauts - Nibbs
- Fire Emblem Heroes - Mia
- Subnautica - Leviathan
- God of War - Pesta
- Bendy and the Ink Machine - Lacie Berton
- MediEvil - Narradora
- Super Smash Bros. Ultimate
- The Last of Us Part II - Cordyceps